# Katastrofa lotnicza w Lesie Kabackim
Katastrofa lotnicza w Lesie Kabackim – wypadek lotniczy samolotu pasażerskiego Ił-62M SP-LBG „Tadeusz Kościuszko” Polskich Linii Lotniczych LOT, który wydarzył się w sobotę 9 maja 1987 roku o godzinie 11:12:13 podczas lotu nr LO 5055 na trasie Warszawa–Nowy Jork, w trakcie podchodzenia do lądowania awaryjnego, po awarii silników.
Komisja badająca przyczyny katastrofy ustaliła, że w końcowej fazie podchodzenia do lądowania awaryjnego, w wyniku rozszerzających się uszkodzeń powstałych w układach samolotu i pożaru na jego pokładzie, załoga utraciła możliwość efektywnego nim sterowania, czego następstwem było zderzenie samolotu z ziemią. Katastrofa wydarzyła się w Warszawie, na południowym skraju Lasu Kabackiego, 5700 metrów od progu drogi startowej na kierunku 33 lotniska Warszawa-Okęcie.
Zginęli wszyscy znajdujący się na pokładzie – 183 osoby, a sam samolot został zniszczony. Zniszczone zostały również drzewa w Lesie Kabackim na obszarze prostokąta o wymiarach około 370 × 50 metrów.
Pod względem liczby ofiar była to największa katastrofa lotnicza w historii polskiego lotnictwa.

## KomunikatPolskiej Agencji Prasowej
9.05.1987 r. Katastrofa samolotu Ił-62M „Tadeusz Kościuszko”
Warszawa (PAP). 9 bm. po godz. 11.00 pod Warszawą w Lasach Kabackich wydarzyła się tragiczna katastrofa. Rozbił się polski samolot pasażerski IŁ-62M „Tadeusz Kościuszko” lecący czarterem z Warszawy do Stanów Zjednoczonych. Zginęły 183 osoby.

## Statek powietrzny
Odrzutowy samolot pasażerski dalekiego zasięgu Ił-62M „Tadeusz Kościuszko” został zakupiony w grupie siedmiu tego typu samolotów w Związku Radzieckim w 1983 roku i otrzymał znak rejestracyjny SP-LBG (według Rejestru Cywilnych Statków Powietrznych). Samolot ten eksploatowany był na trasach międzynarodowych. Nalot samolotu Ił-62M SP-LBG do momentu katastrofy wynosił 6971 godzin, przy dopuszczalnym resursie wynoszącym 30 tysięcy godzin i okresie międzyprzeglądowym wynoszącym 10 tysięcy godzin, a liczba lądowań wynosiła 1752.
Napęd samolotu Ił-62M SP-LBG stanowiły cztery turboodrzutowe silniki dwuprzepływowe typu D-30KU.
8 maja 1987 roku samolot SP-LBG przybył do Warszawy z transatlantyckiego rejsu z Chicago i przeszedł rutynową, trwającą 6 godzin kontrolę, która przygotowywała go do kolejnego lotu transatlantyckiego.

## Załoga samolotu

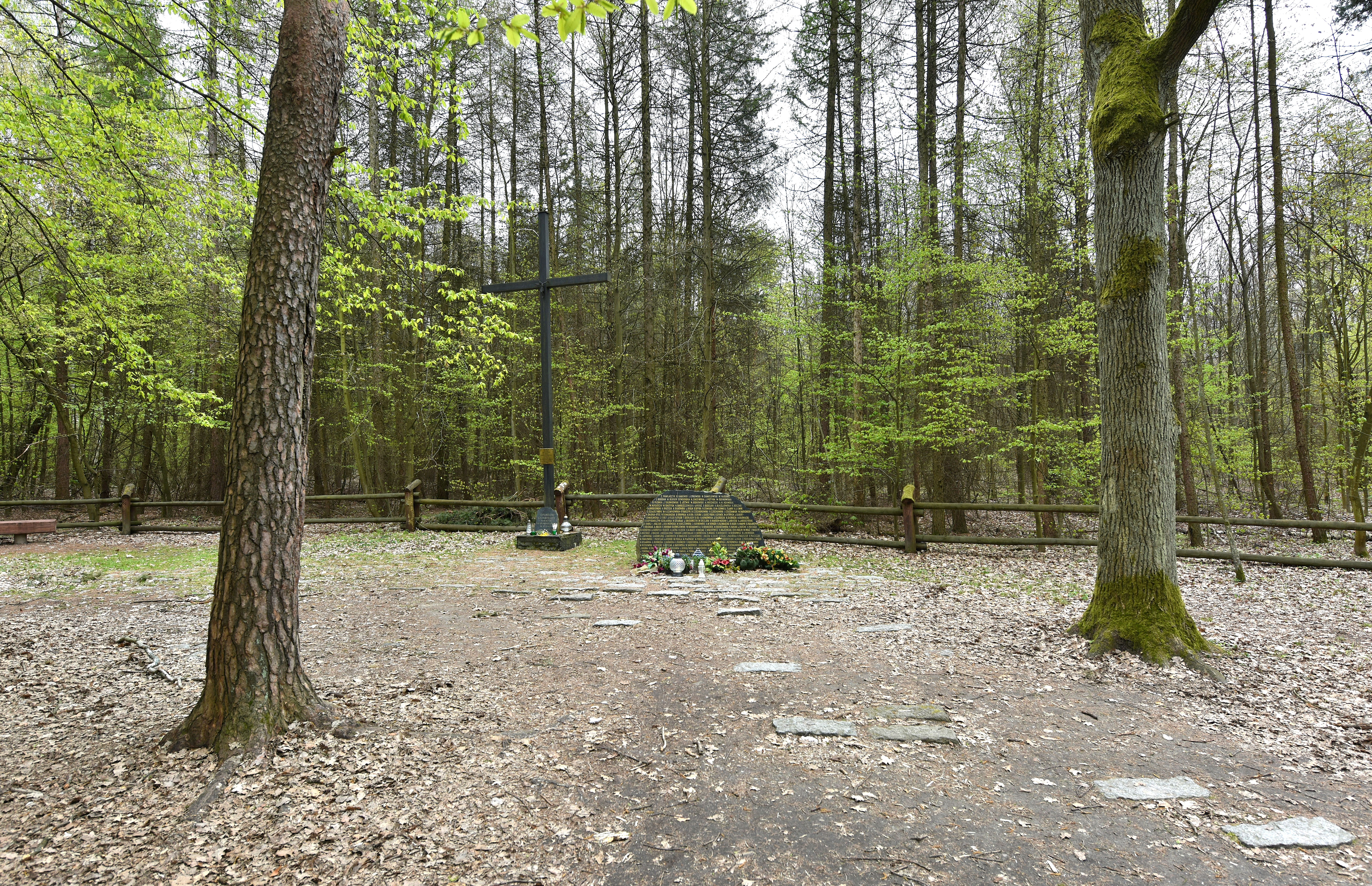
Miejsce, gdzie rozbił się Ił-62 „Tadeusz Kościuszko” (2017)

Załogę samolotu Ił-62M „Tadeusz Kościuszko” w jego ostatnim locie stanowili:
| Lp. | Imię i nazwisko        | Data urodzenia   | Pełniona funkcja                            | Rok zatrudnienia w PLL LOT | Doświadczenie zawodowe |
| --- | ---------------------- | ---------------- | ------------------------------------------- | -------------------------- | --- |
| 1   | Zygmunt Pawlaczyk      | 19 kwietnia 1928 | Kapitan, dowódca załogi statku powietrznego | 1955                       | Pilot wojskowy od 1951. Nalot 19 745 godzin, w tym na samolotach Ił-62 – 5542 godziny, jako dowódca samolotu Ił-62 i Ił-62M – 3725 godzin.         |
| 2   | Leopold Karcher        | 4 stycznia 1933  | II pilot                                    | 1967                       | Pilot wojskowy od 1956. Nalot 10 899 godzin, w tym na samolotach Ił-62 – 2357 godzin.                                                              |
| 3   | Lesław Łykowski        | 2 stycznia 1930  | nawigator samolotu                          | 1975                       | Nalot 9520 godzin, w tym na samolotach Ił-62 – 3156 godzin.                                                                                        |
| 4   | Leszek Bogdan          | 11 kwietnia 1944 | radiooperator                               | 1974                       | Nalot 9520 godzin, w tym na samolotach Ił-62 – 3156 godzin.                                                                                        |
| 5   | Wojciech Kłossek       | 7 stycznia 1944  | mechanik pokładowy                          | 1975                       | Od 1985 instruktor mechanik na samolotach Ił-18, od 1986 mechanik na samolotach Ił-62M. Nalot 5100 godzin, w tym na samolocie Ił-62M – 291 godzin. |
| 6   | Ryszard Chmielewski    | 28 września 1933 | instruktor \|mechanik pokładowy             | 1965                       | Nalot 10 571 godzin, w tym na samolocie Ił-62 – 6695 godzin.                                                                                       |
| 7   | Maria Berger-Senderska | 8 czerwca 1948   | instruktorka stewardes                      | 1974                       | Nalot 6300 godzin. |
| 8   | Hanna Chęcińska        | 19 września 1951 | starsza stewardesa                          | 1972                       | Nalot 8300 godzin. |
| 9   | Małgorzata Ostrowska   | 3 stycznia 1958  | stewardesa                                  | 1980                       | Stewardesa od 1986. Nalot 2400 godzin. |
| 10  | Jolanta Potyra         | 28 maja 1946     | stewardesa                                  | 1975                       | Nalot 5800 godzin. |
| 11  | Beata Płonka           | 18 sierpnia 1963 | młodsza stewardesa                          | 1985                       | Nalot 1300 godzin. |

## Przebieg wypadku lotniczego

### Przebieg lotu przed awarią
W momencie rozpoczynania procedury startu panowały sprzyjające warunki atmosferyczne, słoneczna pogoda, niebo było bezchmurne i wiał lekki wiatr.
Masa startowa samolotu wynosiła 167 ton.
Procedura startu lotu nr LO 5055 rozpoczęła się o godzinie 10:07. Ustalono, że start nastąpi z drogi startowej na kierunku 33. Zgoda na start została wydana o godzinie 10:17 i po rozbiegu samolot Ił-62M SP-LBG „Tadeusz Kościuszko” o godzinie 10:18 znalazł się w powietrzu.
Zgodnie z instrukcjami przekazywanymi ze stanowiska kontroli żeglugi powietrznej dowódca statku powietrznego rozpoczął wznoszenie samolotu na pułap przelotowy drogi lotniczej R-23 w kierunku Grudziądza. Opuszczenie przestrzeni powietrznej Polski zaplanowane zostało w okolicach Darłowa.
W trakcie opuszczania przestrzeni powietrznej kontroli zbliżania lotniska Warszawa-Okęcie kontroler nakazał utrzymać pułap lotu na wysokości 16 000 stóp (4877 metrów) ze względu na to, że podczas wznoszenia, w momencie mijania przez samolot radiolatarni TMN (w pobliżu Płońska) nie został osiągnięty pułap 18 000 stóp (5486 metrów). Na wysokości 17 000 stóp (5182 metrów) w tym samym czasie odbywały się loty samolotów wojskowych, z którymi kontrola cywilna nie miała łączności i nie mogłaby separować samolotów na bezpiecznym dystansie podczas zmiany pułapu.
Poza radiolatarnią TMN kontrolę żeglugi powietrznej samolotu SP-LBG przejęło stanowisko kontroli obszaru i samolot leciał dalej na wysokości 16 000 stóp.
Do godziny 10:41 lot przebiegał bez zakłóceń.

### Awaria, jej następstwa i przygotowanie do lądowania awaryjnego
O godzinie 10:31 załoga samolotu otrzymała ze stanowiska kontroli obszaru polecenie przyspieszonego wznoszenia na pułap przelotowy wynoszący 31 000 stóp (9449 metrów). Mechanik pokładowy zwiększył obroty silników, dając im pełną moc startową, z którą to mocą silniki pracowały przez następne 30 sekund.
W momencie przelotu nad miejscowością Warlubie, przy prędkości 815 km/h i na wysokości 8200 metrów, o godzinie 10:41 (w 23 minucie lotu) załoga samolotu stwierdziła utratę hermetyczności (dekompresję) kadłuba oraz utratę dwóch silników i pożar samolotu.
Kapitan Pawlaczyk zgłosił sytuację awaryjną do stanowiska kontroli żeglugi powietrznej i podjął decyzję o zejściu z zaplanowanej trasy lotu z powodu niebezpieczeństwa, zawróceniu i skierowaniu samolotu do Warszawy. Ze względu na dehermetyzację samolotu kapitan zadecydował także o stosunkowo szybkim obniżeniu pułapu lotu do 4000 metrów. W trakcie manewru zawracania stwierdzono nieprawidłowe działanie steru. O godzinie 10:44 sygnalizacja samolotu wskazała ugaszenie pożaru silnika i rozpoczęto przygotowanie do zrzutu paliwa.
Masa samolotów typu Ił-62M podczas lądowania nie powinna przekraczać 107 ton, a od momentu startu zużyte zostało 6 ton paliwa. Lądowanie przeciążonego samolotu może narazić go na poważne uszkodzenia, dotyczy to w szczególności samolotu mającego lądować awaryjnie. Zrzut paliwa dozwolony był wyłącznie w locie po linii prostej, a zabroniony podczas krążenia nad ograniczonym obszarem.
Mechanik pokładowy stwierdził, iż prawidłowo funkcjonuje tylko jeden (z dostępnych czterech) generator prądu elektrycznego. Sytuacja taka powodowała niedostatek mocy do zasilania prądem elektrycznym układów samolotu i w celu jej przeciwdziałania wyłączono zbyteczne w tym momencie odbiorniki prądu.
Pojawiły się kłopoty z awaryjnym zrzutem paliwa. Zawory zrzutu paliwa sterowane były elektrycznie i nie działały prawidłowo ze względu na pojawiające się zaniki prądu w obsługującej je sieci. Kapitan stwierdził także nieprawidłowe funkcjonowanie steru wysokości. Regulacji steru wysokości mógł dokonywać wyłącznie przy użyciu trymera, który normalnie służy do aerodynamicznego wyrównoważenia samolotu.
Przez chwilę rozpatrywano możliwość lądowania na lotnisku Gdańsk-Rębiechowo, jednak kapitan Pawlaczyk skierował ostatecznie samolot do Warszawy.
Nieznana dla załogi pozostawała przyczyna występowania problemów z samolotem. Na pokładzie przypuszczano, iż w samolot coś musiało uderzyć. Jeden z członków załogi określił zaistniałą sytuację słowami: Eksplozja była na silniku!
Ze względu na niedostatek mocy silników (dwa – nr 1 i 2 były wyłączone, samolot leciał tylko na dwóch silnikach) i duże obciążenie samolotu (problemy z awaryjnym zrzutem paliwa) kapitan Pawlaczyk nie mógł utrzymać wysokości lotu. Następowało stopniowe obniżanie pułapu lotu. W związku z pogarszaniem się sytuacji kapitan Pawlaczyk poprosił o skierowanie samolotu do lądowania awaryjnego na wojskowym lotnisku Modlin.
Ze stanowiska kontroli ruchu lotniczego w Warszawie skontaktowano się z wojskową kontrolą ruchu lotniczego, w celu załatwienia zgody na lądowanie samolotu SP-LBG na lotnisku Modlin. W tym czasie załoga samolotu konsultowała zasadność lądowania na lotnisku Modlin, przede wszystkim uwzględniając brak wiedzy na temat warunków technicznych drogi startowej i warunków atmosferycznych, które mają kluczowe znaczenie przy lądowaniu samolotu, a w szczególności samolotu lądującego awaryjnie.
Kapitan Pawlaczyk, w związku z pogarszaniem się możliwości efektywnego sterowania samolotem ponaglał stanowisko kontroli ruchu lotniczego w Warszawie, zgłaszając, iż sytuacja staje się krytyczna i zachodzi konieczność jak najszybszego lądowania awaryjnego. W tym czasie samolot obniżył pułap lotu do około 3000 metrów. W tym czasie odkryto też iskry z tyłu samolotu.
Zgoda na lądowanie na lotnisku Modlin została wydana o godzinie 10:54. Kapitan podjął decyzję o rozpoczęciu przygotowania do awaryjnego lądowania na lotnisku Modlin i uzyskał informacje o położeniu, długości drogi startowej oraz kierunku podejścia do niej.
Ponieważ przedłużało się uzyskanie informacji o warunkach atmosferycznych panujących na lotnisku Modlin, a przede wszystkim o kierunku wiatru – podano warunki panujące na lotnisku Warszawa-Okęcie – załoga odbyła naradę, ponownie rozpatrując możliwość lądowania na lotnisku w Warszawie. Brano pod uwagę przede wszystkim fakt, iż Warszawa-Okęcie dysponuje pełnym zabezpieczeniem na wypadek rozbicia samolotu, co w tym przypadku było prawdopodobne. Ostateczną decyzję o godzinie 11:00 podjął kapitan Pawlaczyk, kierując samolot na lotnisko Warszawa-Okęcie i rezygnując z lądowania na lotnisku Modlin. Lotnisko Warszawa-Okęcie miało służby ratownicze dobrze przygotowane na okoliczność awaryjnego lądowania dużego samolotu pasażerskiego i wyposażone w sprzęt przeciwpożarowy i ratowniczy. Lotnisko Modlin pod tym względem nie było tak dobrze wyposażone, niemniej było przygotowane na taką sytuację. Kapitan Pawlaczyk o tym wiedział. W momencie podjęcia decyzji o kontynuacji lotu do Warszawy samolot znajdował się w odległości około 90 kilometrów od lotniska Warszawa-Okęcie i leciał z prędkością 495 km/h na wysokości 2050 metrów.
Kontrola ruchu lotniczego skierowała samolot na Piaseczno. Kapitan wezwał do kabiny Marię Berger – instruktorkę stewardes, zarządził przygotowanie pasażerów do lądowania awaryjnego i zajęcie właściwych miejsc podczas tej operacji.
W tym czasie (godzina 11:04) w zbiornikach samolotu było jeszcze około 35 ton paliwa, powiodło się otwarcie zaworów zrzutowych i ponownie dokonywano zrzutu paliwa, aż do poziomu 32 ton, w którym to momencie zrzut paliwa ponownie został przerwany.
W trakcie zbliżania się do lotniska ze względu na pożar na pokładzie samolotu kapitan Pawlaczyk zażądał prowadzenia samolotu na pas 15/33 na kierunek 15, załoga miała jednak kłopoty z dokładnym ustaleniem lokalizacji samolotu względem drogi startowej. Kapitan Pawlaczyk podjął w tej sytuacji decyzję o podchodzeniu do lądowania na kierunek 33 od strony Piaseczna. Samolot nadlatywał z północnego zachodu i musiał w tym celu od zachodu okrążyć lotnisko Okęcie nad Raszynem. Pozwalało to na lądowanie pod wiatr, z mniejszą prędkością przyziemienia, która była kompensowana prędkością wiatru oraz po bardziej stromej trajektorii.
Gdy samolot znajdował się w okolicy Józefosławia, około 10 kilometrów od drogi startowej, odpadły od niego przepalone elementy konstrukcji i wyposażenia gospodarczego, wzniecając w tym rejonie pożar.

#### Zaginięcie Hanny Chęcińskiej
W trakcie przygotowań na pokładzie samolotu do lądowania awaryjnego stewardesy stwierdziły brak na pokładzie samolotu jednej z nich – Hanny Chęcińskiej. Załoga łączyła brak stewardesy z przypuszczalnym wyrwaniem drzwi. W prasie opisującej katastrofę pojawiły się informacje sugerujące, że Hanna Chęcińska została wyssana na zewnątrz samolotu w momencie dehermetyzacji kadłuba i o znalezieniu jej szczątków. W rzeczywistości ciała Hanny Chęcińskiej nigdy nie odnaleziono, pomimo poszukiwań prowadzonych przez pułk Zmotoryzowanych Odwodów Milicji Obywatelskiej w lasach w okolicy Warlubia.
Ciała Hanny Chęcińskiej nie odnaleziono również na miejscu katastrofy. Prawdopodobnie Hanna Chęcińska w momencie dekompresji przebywała w pomieszczeniu technicznym, które zostało uszkodzone odłamkami rozerwanej turbiny i wtedy – w wyniku spadku ciśnienia i braku tlenu straciła przytomność i zginęła w pożarze tylnej części kadłuba, a jej ciało pozostało nierozpoznane wśród innych 62 niezidentyfikowanych zwłok.

### Moment katastrofy
Końcowa faza podchodzenia samolotu Ił-62M SP-LBG do lądowania awaryjnego rozpoczęła się o godzinie 11:08. Na pokładzie włączyła się sygnalizacja braku wysunięcia podwozia. Kontrola ruchu lotniczego zaproponowała poprowadzenie samolotu jak najkrótszą drogą, a kapitan Pawlaczyk, mając coraz większe problemy ze sterowaniem samolotem, realizował w tym celu ciaśniejszy zakręt.
Brak wysunięcia podwozia oznaczał, że samolot będzie musiał lądować „na brzuchu”. Ponadto załoga zgłosiła wybuch pożaru, który został zlokalizowany w luku bagażowym samolotu.
Kontrola ruchu lotniczego bezustannie podawała kierunek, jaki kapitan Pawlaczyk powinien obierać, aby lądowanie się powiodło. W ostatniej fazie lotu rozprzestrzenianie pożaru na pokładzie samolotu było coraz większe. Pożar był widoczny dla świadków obserwujących samolot z ziemi. Ogień uszkodził układ sterowania trymerem, co spowodowało, że samolot leciał niejednostajnie – na przemian opadając i wznosząc się. Niespełna 6 kilometrów przed lotniskiem kolejnego wahnięcia nie udało się zlikwidować i samolot został skierowany w kierunku ziemi, do Lasu Kabackiego.
Na jedną minutę przed uderzeniem samolotu w ziemię kapitan Pawlaczyk poinformował: Kręcimy w lewo. Zrobimy wszystko, co możemy.
O godzinie 11:12:13 samolot Ił-62M SP-LBG „Tadeusz Kościuszko” z prędkością wynoszącą około 470 km/h zaczął ścinać pierwsze drzewa Lasu Kabackiego. Ostatnie zarejestrowane słowa z pokładu samolotu brzmiały: Dobranoc, do widzenia! Cześć, giniemy!.
W wyniku uderzenia samolotu w drzewa i ziemię nastąpiła całkowita dezintegracja jego konstrukcji. Fragmenty samolotu zostały rozrzucone na przestrzeni około 370 metrów. Pozostałe w zbiornikach paliwo zapaliło się i w miejscu katastrofy wybuchł pożar.
Wszystkie osoby przebywające na pokładzie samolotu poniosły śmierć na miejscu w wyniku uderzenia samolotu w drzewa i ziemię.

## Zestawienie ofiar
W samolocie znajdowało się 11 członków załogi i 172 pasażerów. Wśród zabitych było 17 obywateli Stanów Zjednoczonych i 21 Polaków mieszkających stale za granicą. Najstarszą pasażerką była 95-letnia Kazimiera Hanson-Adrian – Amerykanka polskiego pochodzenia, najmłodszą zaś półtoraroczna Yvette Victoria Trubisz podróżująca wraz z rodzicami. Wśród pasażerów było pięciu pracowników Polskich Linii Lotniczych LOT.
| Poszkodowani    | Liczba zabitych na miejscu katastrofy | Liczba rannych |
| --------------- | ------------------------------------- | -------------- |
| Pasażerowie     | 172                                   | 0              |
| Załoga samolotu | 11                                    | 0              |
| Osoby postronne | 0                                     | 0              |
| Razem           | 183                                   | 0              |

Pełna lista ofiar:

1. Anna Małgorzata Adamska – 47 lat
2. Włodzimierz Auguścik – 46 lat
3. Władysław Bałdyga – 64 lata
4. Halina Barszczowska-Jarosz – 46 lat
5. Maria Berger-Sanderska – 39 lat
6. Stefan Bidelski – 37 lat
7. Krystyna Błażejewska – 39 lat
8. Krystyna Boczar – 57 lat
9. Leszek Bogdan – 43 lata
10. Mirosław Borowski – 37 lat
11. Antoni Brodziński – 60 lat
12. Henryk Brzezik – 34 lata
13. Bertha Bukowski – 54 lata
14. Jan Buła – 31 lat
15. Stanisław Byra – 63 lata
16. Henry Chechowski – 39 lat
17. Hanna Chęcińska – 36 lat
18. Ryszard Chmielewski – 54 lata
19. Halina Chmura – 22 lata
20. Vincent Joseph Cwik – 29 lat
21. Zdzisław Czajczyński – 58 lat
22. Wiesława Czapkowska-Starczyk – 28 lat
23. Bronisław Czechorowski – 35 lat
24. Irena Czuzdaniuk – 50 lat
25. Anna Dalska-Stec – 32 lata
26. Waldemar Dąbkowski – 24 lata
27. Halina Domeracka – 59 lat
28. Stefan Drapała – 57 lat
29. Antonina Duba – 49 lat
30. Bernard Duba – 49 lat
31. Jerzy Duszyński – 36 lat
32. Krystyna Dymek – 41 lat
33. Maria Dytrych – 25 lat
34. Jadwiga Elbert-Chmielnicka – 41 lat
35. Edward Feret – 37 lat
36. Joanna Filus – 5 lat
37. Kazimierz Filus – 39 lat
38. Tadeusz Gierlach – 51 lat
39. Danuta Gil-Laganowska – 47 lat
40. Jadwiga Głębocka – 45 lat
41. Roman Głębocki – 50 lat
42. Antoni Głowacki – 33 lata
43. Irena Gospodarczyk-Szklarska – 71 lat
44. Władysława Grabias – 33 lata
45. Janina Gregorczyk – 54 lata
46. Marian Grzejka – 52 lata
47. Kazimiera Hanson-Adrian – 95 lat
48. Ludwik Jabłecki – 59 lat
49. Artur Jaroszyński – 30 lat
50. Dorota Jóźwik – 34 lata
51. Stanisław Kabaj – 63 lata
52. Lubomir Kaczor – 25 lat
53. Janina Kalinowska – 62 lata
54. Mirosława Karczewska – 38 lat
55. Leopold Karcher – 54 lata
56. Zenon Karwowski – 38 lat
57. Aniela Kirsch – 45 lat
58. Katarzyna Klimaszko – 65 lat
59. Stanisław Kłos – 67 lat
60. Wojciech Kłossek – 43 lata
61. Helena Knapik – 42 lata
62. Grzegorz Kolarzyk – 28 lat
63. Tadeusz Kołdras – 40 lat
64. Antoni Kołek – 33 lata
65. Edward Kossak-Główczewski – 41 lat
66. Władysława Kozakowska – 60 lat
67. Stanisław Krukierek – 77 lat
68. Halina Kruszewska – 47 lat
69. Jacek Kuciak – 49 lat
70. Krystyna Kuciak – 45 lat
71. Anna Kulesza – 44 lata
72. Bogusława Kurdyła – 20 lat
73. Anna Łatka – 74 lata
74. Stanisław Łęcki – 57 lat
75. Lesław Łykowski – 54 lata
76. Henryk Andrzej Mach – 39 lat
77. Anna Maciąg – 41 lat
78. Zofia Mackiewicz – 57 lat
79. Chester Stanley Mailn – 74 lata
80. Kazimierz Majchrzak – 31 lat
81. Marian Małż – 42 lata
82. Izabela Masłyk – 59 lat
83. Andrzej Maziarz – 31 lat
84. Jan Mazur – 32 lata
85. Richard McConnell Clark – 51 lat
86. Leokadia Męcikalska – 44 lata
87. Tadeusz Miąsik – 33 lata
88. Anna Michalak – 83 lata
89. Halina Miencicka – 58 lat
90. Sylwestra Migiel – 37 lat
91. Kazimierz Misiewicz – 41 lat
92. Michał Miśkiewicz – 38 lat
93. Anna Murdyła-Dudziak – 35 lat
94. Richard Joseph Nesgoda – 43 lata
95. Robert Leonard Nesgoda – 51 lat
96. Kazimierz Niemyjski – 36 lat
97. Julianna Oberbeck – 62 lata
98. Dariusz Odolecki – 25 lat
99. George Olschewski – 37 lat
100. Irena Orłów – 52 lata
101. Kazimiera Orzeł – 48 lat
102. Tadeusz Osipa – 42 lata
103. Małgorzata Ostrowska – 29 lat
104. Lucyna Pasińska – 48 lat
105. Bogdan Paszczuk – 60 lat
106. Henryk Paszczuk – 51 lat
107. Irene Patrylak – 51 lat
108. Zygmunt Pawlaczyk – 59 lat
109. Władysław Pawłowski – 66 lat
110. Anna Piękoś – 48 lat
111. Władysława Pisula – 47 lat
112. Mieczysław Płatnerz – 56 lat
113. Beata Płonka – 24 lata
114. Martha Louise Pocelay – 25 lat
115. Aleksander Pogorzelski – 70 lat
116. Lucjan Pogorzelski – 45 lat
117. Jolanta Potyra – 41 lat
118. Adam Prus – 35 lat
119. Zenon Przechera – 28 lat
120. Stanisław Puzio – 41 lat
121. Barbara Rogańska – 59 lat
122. Urszula Rudnicka – 56 lat
123. Zofia Rudnicka – 57 lat
124. Kazimierz Rudnicki – 60 lat
125. Krystyna Rudzińska – 55 lat
126. Stanisław Rusnaczyk – 30 lat
127. Helena Rutkowska – 72 lata
128. Leonarda Rutkowska-Sawko – 49 lat
129. Marian Rutkowski – 22 lata
130. Wiktor Rutkowski – 53 lata
131. Michalina Rycerz – 61 lat
132. Marianna Ryczak – 58 lat
133. Alicja Sadowska – 40 lat
134. Władysław Sadowski – 48 lat
135. Irena Salmonowicz[a] – 62 lata
136. Mikołaj Sawczyński – 51 lat
137. Regina Schaumkkessel – 55 lat
138. Katarzyna Sigda-Papa – 52 lata
139. Claudine Sikora – 43 lata
140. Krystyna Siwik – 40 lat
141. Jan Skibniewski – 44 lata
142. Mieczysław Słomka – 42 lata
143. Jan Sobolewski – 41 lat
144. Adam Sosnowski – 69 lat
145. Helena Sosnowski – 66 lat
146. Kazimierz Stec – 37 lat
147. Ewa Surgał – 27 lat
148. Stefania Szulc – 52 lata
149. Wacław Śliwowski – 42 lata
150. Jan Teodoruk – 31 lat
151. Józef Teresak – 30 lat
152. Andrzej Tokarzewski – 57 lat
153. Anna Tomczyk – 38 lat
154. Henryk Tomkiel – 64 lata
155. Anna Torba – 50 lat
156. Janusz Trubisz – 30 lat
157. Yvette Victoria Trubisz – 2 lata
158. Cecylia Trubisz-Famulak – 32 lata
159. Ewa Trusewicz – 4 lata
160. Jolanta Trusewicz – 25 lat
161. Helena Turziak – 48 lat
162. Bronisław Urban – 58 lata
163. Bronisława Urban – 63 lata
164. Zofia Wacht – 78 lat
165. Andrzej Wesołowski – 35 lat
166. Elisabeth Grace Widerynski – 30 lat
167. Fryderyk Widłak – 53 lata
168. Andrzej Wiechecki – 33 lata
169. Maria Wilk – 56 lat
170. Jan Stanisław Winiarski – 35 lat
171. Jarosław Wiśniewski – 29 lat
172. Rozalia Wojewódzka – 60 lat
173. Wacław Wojewódzki – 57 lat
174. Christine Wojtas – 4 lata
175. Tadeusz Wojtas – 35 lat
176. Irena Wojtczak – 65 lat
177. Mirosław Woskobojnikow – 38 lat
178. Gertruda Woytas-Koziol – 46 lat
179. Stanisława Wszołek – 28 lat
180. Kazimierz Zając – 40 lat
181. Stanisława Zera – 57 lat
182. Maria Zub – 36 lat
183. Janusz Zyzda – 48 lat

Jedna osoba – kobieta, która nie zgłosiła do odprawy futra – nie zdążyła wsiąść na pokład samolotu przed jego odlotem z powodu przedłużenia procedury jej odprawy celnej.

## Akcja ratunkowa na miejscu katastrofy

### Przebieg
Straż pożarna w Warszawie otrzymała o godzinie 11:08 informację, że samolot będzie awaryjnie zrzucał paliwo, a o godzinie 11:09 wieża kontroli ruchu lotniczego przekazała dodatkowo informację o prawdopodobieństwie pożaru. Oficer dyżurny straży pożarnej informację o katastrofie otrzymał o godzinie 11:12 z Lotniskowej Straży Pożarnej lotniska Warszawa-Okęcie. Informacja ta została także w tym samym momencie przekazana przez kobietę zamieszkałą na ulicy Jagielskiej 1, która poinformowała, że widzi ogień i dym unoszący się z Lasu Kabackiego.
Oficer dyżurny zażądał niezwłocznie maksymalnej liczby karetek pogotowia oraz sił milicyjnych. Akcją straży pożarnych dowodził płk Edward Gierski.
Pierwszym zadaniem było ugaszenie pożaru na obszarze około 6 hektarów oraz zabezpieczenie terenu katastrofy przed zbiegowiskiem. Pobieżne oględziny miejsca katastrofy i wygląd szczątków rozbitego samolotu nie wskazywały na możliwość przeżycia osób znajdujących się na pokładzie samolotu. Strażacy przystąpili jednak do penetracji obszaru o powierzchni około 7 hektarów, w celu poszukiwania osób potrzebujących pomocy.
Ponadto w rejonie podchodzenia samolotu do lądowania palił się las. Pożar wywołały części, które odpadły od płonącego samolotu, oraz zrzucane paliwo. Pożary zostały ugaszone około godziny 12:00. Ogółem ze strony straży pożarnej w akcji udział brały 44 sekcje gaśnicze i 195 strażaków.
W rejonie Grudziądza przeprowadzono poszukiwania części uszkodzonego samolotu, których nie odnaleziono w miejscu katastrofy, a co do których były przypuszczenia, że wypadły z silnika w tamtym rejonie. W poszukiwaniach wzięło udział ponad 700 żołnierzy Ludowego Wojska Polskiego oraz miejscowa ludność cywilna.
W szczątkach rozbitego samolotu odnaleziono rejestrator głosu oraz rejestrator parametrów lotu potocznie znane jako „czarna skrzynka”.
Z miejsca katastrofy odzyskano część bagażu pasażerów samolotu. Wśród nich był egzemplarz Biblii, na którego stronie tytułowej zapisano: Dn. 9.05.1987 r. Awaria w samolocie co będzie Boże Halina Domeracka 02-647 Warszawa ul. R. Tagore...
Żadne z ciał nie zostało znalezione w całości. Z tej przyczyny udało się zidentyfikować zwłoki jedynie 121 osób.

### Kradzieże mienia
Po akcji ratunkowej w prasie pojawiły się informacje o zdarzających się przypadkach rabowania kosztowności na miejscu katastrofy i okradania szczątków zwłok z biżuterii. Prokuratura przeprowadziła czynności w tej sprawie. W orzeczeniu nie potwierdziła, aby na miejscu katastrofy dokonywano kradzieży mienia ofiar.
Prawdopodobnie przypadki okradania zwłok miały jednak miejsce przed przybyciem milicji i wojska, zanim zabezpieczono rejon katastrofy przed dostępem osób niepowołanych.
Rodzina Haliny Domerackiej odzyskała należące do niej przedmioty, które znajdowały się na pokładzie samolotu w momencie katastrofy. Były to: skórzana torebka, zdjęcia, paszport, okulary, rozmówki angielskie i kaseta magnetofonowa. W torebce brakowało jednak pieniędzy w kwocie 400 dolarów i 10 tysięcy złotych. Pomimo przedstawienia przez rodzinę dokumentów bankowych uznano, że nie może być to dowodem na to, iż Halina Domeracka posiadała pieniądze przy sobie w chwili katastrofy.

## Śledztwo po katastrofie
Do zbadania przyczyn katastrofy samolotu Ił-62M „Tadeusz Kościuszko” ówczesny prezes Rady Ministrów, Zbigniew Messner, powołał specjalną komisję na szczeblu rządowym, w skład której wchodzili:
1. Zbigniew Szałajda – wiceprezes Rady Ministrów, przewodniczący komisji
2. Janusz Kamiński – minister komunikacji, zastępca przewodniczącego komisji
3. Stanisław Bielecki – wiceprezydent Miasta Stołecznego Warszawy
4. płk Marian Chrzan – główny inspektor bezpieczeństwa lotów Ministerstwa Obrony Narodowej
5. płk Antoni Milkiewicz – naczelny inżynier Wojsk Lotniczych
6. Leszek Pietrasiński – przedstawiciel Prokuratora Generalnego
7. Marian Piłat – dyrektor naczelny Instytutu Lotnictwa
8. płk Jerzy Słowiński – dyrektor naczelny PLL LOT
9. gen. bryg. pil. Józef Sobieraj – dyrektor generalny lotnictwa cywilnego
10. Andrzej Sokołowski – zastępca przewodniczącego Komisji Planowania przy Radzie Ministrów
11. płk Stefan Szczeciński – Wojskowa Akademia Techniczna
12. gen. bryg. Zenon Trzciński – zastępca komendanta głównego Milicji Obywatelskiej
13. płk poż. Włodzimierz Tessar – zastępca komendanta głównego Straży Pożarnych

Oddzielne śledztwo prowadziła Prokuratura Wojewódzka w Warszawie.
Pierwsze posiedzenie komisji miało miejsce już 11 maja 1987 roku. Komisja dysponowała pełnymi materiałami dotyczącymi katastrofy, między innymi tak zwanymi czarnymi skrzynkami, umożliwiającymi odtworzenie rozmów załogi z ziemią i w kabinie pilotów oraz zawierającymi zapisy przebiegu lotu i pracy wszystkich podstawowych urządzeń.
Materiały te zostały poddane szczegółowym badaniom i precyzyjnym ekspertyzom. W ramach działań komisji powołano specjalistyczne zespoły do spraw technicznych, lotniczych i cywilnoprawnych. Komisja korzystała także ze zgromadzonych materiałów i ustaleń dokonanych w ramach postępowania prowadzonego pod nadzorem Prokuratury Wojewódzkiej w Warszawie. Główny ciężar technicznych ekspertyz i badań spoczywał na Podkomisji Technicznej, której przewodniczył Antoni Milkiewicz.

### Podkomisja Techniczna i jej ustalenia
W skład Podkomisji Technicznej wchodzili:
1. płk Antoni Milkiewicz – naczelny inżynier Wojsk Lotniczych
2. płk prof. dr hab. inż. Stefan Szczeciński – Wojskowa Akademia Techniczna (szef podgrupy silnikowej)
3. płk mgr inż. J. Walkiewicz – Instytut Techniczny Wojsk Lotniczych (szef podgrupy płatowcowej)
4. ppłk mgr inż. Z. Kaczmarczyk – Instytut Techniczny Wojsk Lotniczych (szef podgrupy elektroautomatyki i przyrządów pokładowych)
5. mjr mgr inż. E. Dzięcioł – Instytut Techniczny Wojsk Lotniczych (szef podgrupy radiowej)
6. płk mgr inż. B. Praga – Dowództwo Wojsk Lotniczych (szef podgrupy badania eksploatacji).

Podkomisja współpracowała ściśle z Instytutem Technicznym Wojsk Lotniczych, Wojskową Akademią Techniczną, Politechniką Warszawską, Instytutem Lotnictwa, Dyrekcją Generalną Lotnictwa Cywilnego, działem technicznym PLL LOT, Zakładem Kryminalistyki KG MO, Centralnym Biurem Konstrukcji Łożysk Tocznych, Instytutem Mechaniki Precyzyjnej, WSK-PZL Rzeszów i Warszawa-Okęcie, biurami konstrukcyjnymi samolotu i silnika, Instytutem Naukowo-Badawczym Lotnictwa Cywilnego ZSRR i Wojskowymi Zakładami Lotniczymi nr 4.
Wbrew temu co podano w oficjalnym komunikacie, że w czasie prac obecni byli specjaliści ze strony producenta samolotu i silników oraz że udostępnili oni wszelkie niezbędne materiały badawcze, w rzeczywistości komisja nie otrzymała od producenta żadnych danych z wyjątkiem standardowych materiałów pomocniczych dla załogi i obsługi technicznej. Wszystkie obliczenia dotyczące mechaniki lotu maszyny i jej zachowania w rozmaitych warunkach trzeba było przeprowadzać od podstaw.
Silnik D-30KU, który uległ awarii w samolocie IŁ-62M SP-LBG, miał przepracowane 2793 godziny, a jego trwałość międzynaprawcza była przewidziana na 3000 godzin. Czas jego eksploatacji nie został zatem przekroczony.
Podkomisja ustaliła, iż krytyczne łożysko wałeczkowe, które stanowiło rozgraniczenie i podporę pomiędzy współosiowymi wałami turbiny wysokiego ciśnienia i turbiny niskiego ciśnienia, które powinno zawierać w sobie 26 wałeczków, w rzeczywistości (po jego demontażu podczas ekspertyzy) zawierało 13 wałeczków. Zmiana ta została wprowadzona na etapie budowy silnika.
Ponadto w wewnętrznej bieżni łożyska wywiercono trzy otwory, których zadaniem miało być doprowadzanie smaru do toczących się wałeczków i smarowanie łożyska.
Wywiercone w bieżni łożyska otwory spowodowały powstanie karbu, który – ze względu na zmniejszoną liczbę wałeczków w łożysku i wiążący się z tym większy nacisk wywierany na każdy wałeczek – zainicjował proces zmęczeniowego zniszczenia łożyska. W rezultacie doszło do tak znacznego zużycia bieżni łożyska i wałeczków, że łożysko z tocznego stało się ślizgowe i spowodowało asymetryczne obracanie się wału z biciem rzędu 1,3 mm, a blokujące się wały spowodowały tarcie i wydzielanie się ciepła osiągając temperaturę nie niższą niż 1000 °C, doprowadzając w rezultacie do zmęczeniowego urwania wału.
Nie ustalono przyczyn zmniejszenia liczby wałeczków i wywiercenia nieprzewidzianych w projekcie dodatkowych otworów podczas budowy silnika. W dokumencie zrealizowanym w 2008 roku padają stwierdzenia, że winę za brak wałeczków ponoszą radzieccy pracownicy fabryki silników, którzy podjęli tę decyzję samodzielnie.
Pierwotną i główną przyczyną katastrofy były wady konstrukcyjno-technologiczne silnika D-KU30. Przyczynami dodatkowymi były ponadto:
- niedostateczna żywotność układu sterowania podłużnego samolotu, ponieważ przecięcie popychacza tego układu pozbawiło załogę możliwości sterowania sterem wysokości – sterowano trymerem tego steru
- niedostateczne zabezpieczenie przeciwpożarowe bagażnika nr 4 znajdującego się w płaszczyźnie obrotu sprężarek i turbin silników – bagażnik ten był źródłem pożaru
- podatność na pożar tylnej części kadłuba w związku z zastosowaniem materiałów łatwopalnych

Podkomisja wprowadziła wiele poprawek do instrukcji użytkowania samolotu Ił-62M oraz opracowała 19 zaleceń. Spośród nich 12 zaleceń dotyczyło zmian konstrukcji silnika, a 6 dotyczyło zmian konstrukcji płatowca.
Starania o realizację tych zaleceń trwały do 25 listopada 1987 roku i wymagały podpisania przez wiceprezesów Rady Ministrów Polski i ZSRR dokumentu w tej sprawie.
Strona polska w kontaktach ze stroną radziecką natrafiała podczas prowadzonego dochodzenia na liczne silne bariery nietechniczne, które musiała pokonywać. W czasie egzekwowania realizacji zaleceń powypadkowych strona radziecka przekazywała szereg dokumentów podpisywanych przez wysoki szczebel zarządzania, których treść zawierała oczywiste nieprawdy na temat katastrofy. W jednym z dokumentów – 79-stronicowym opracowaniu z sierpnia 1987 roku – w sposób pseudonaukowy dowodzono, że ślady zmęczeniowego zniszczenia łożyska nie są przyczyną katastrofy, lecz jej efektem. Ponadto w tym raporcie usprawiedliwiano zmiany w budowie łożyska (zmniejszenie liczby wałeczków i wywiercenie otworów) jego błędami projektowymi (autorzy raportu twierdzili, że łożysko zostało źle zaprojektowane i przy normalnej liczbie wałeczków nie mogło właściwie funkcjonować, więc pracownicy fabryki musieli zmniejszyć liczbę wałeczków i poprawić przepływ smaru). Raport nie zawierał wypowiedzi, dlaczego silnik po tak poważnej zmianie konstrukcyjnej łożyska nie został przedstawiony do ponownej państwowej certyfikacji. Poza takimi sytuacjami, szczególnie podczas rozmów w cztery oczy, spotykano się także z rzetelnymi opiniami części radzieckich inżynierów.
Dwudniowe rozmowy w nieprzyjaznej atmosferze na Kremlu nastąpiły z inicjatywy wiceprezesa Rady Ministrów Szałajdy, który zdawał sobie sprawę z nacisków o charakterze politycznym na członków komisji. Ze strony radzieckiej w rozmowach brało udział 39 osób, w dyskusji nie zdołali oni jednak obalić dowodów strony polskiej i wicepremierzy obu krajów podpisali dokument z obowiązującymi zaleceniami.

### Orzeczenie w sprawie przyczyn katastrofy

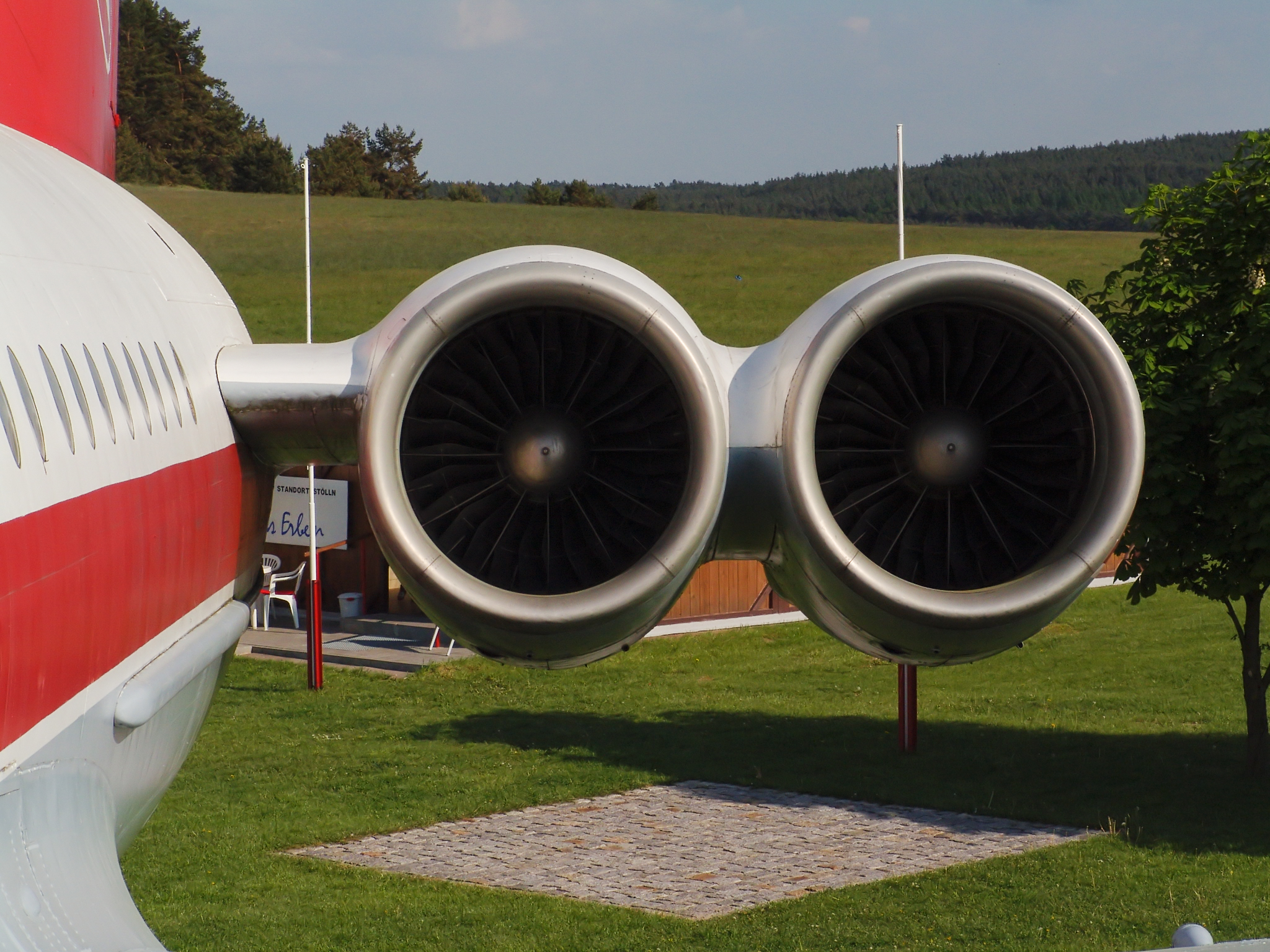
Zespół silników samolotu Ił-62 – nr 1 (silnik zewnętrzny) i nr 2 (silnik przy kadłubie)

Komisja stwierdziła, że przyczyną katastrofy było zniszczenie jednego z silników (lewego wewnętrznego – nr 2), które nastąpiło w chwili, gdy samolot Ił-62M SP-LBG znajdował się na wysokości 8200 metrów w rejonie Grudziądza.
Bezpośrednim powodem zniszczenia silnika nr 2 było rozerwanie turbiny niskiego ciśnienia (TNC), które nastąpiło w wyniku urwania się wału tej turbiny. Urwanie wału TNC nastąpiło na skutek zmęczeniowego zużycia łożyska wałeczkowego rozdzielającego wał turbiny wysokiego ciśnienia (TWC) od wału TNC i stanowiącego podporę międzywałową.
W łożysku nastąpiło przedwczesne, zmęczeniowe zniszczenie elementów tocznych – bieżni zewnętrznej na powierzchni objętej kątem 120 stopni oraz wałeczków.
Stan taki doprowadził do wspólnego tarcia elementów wału TNC i wału TWC, co spowodowało wydzielanie się dużej ilości ciepła. W bardzo krótkim czasie temperatura w rejonie tarcia wzrosła do ponad 1000 °C, a wytrzymałość mechaniczna wału TNC spadła poniżej granicy przenoszonych przez niego obciążeń i doszło do jego urwania.
TNC po urwaniu wału była nadal zasilana strumieniem gazów spalinowych z komór spalania, a fakt, że po urwaniu wału pracowała ona nieobciążona, doprowadził w czasie nieprzekraczającym kilku milisekund do zwiększenia jej prędkości obrotowej aż do wartości krytycznej, przy której nastąpiło rozerwanie wirnika TNC, będące bezpośrednio wynikiem działania nadkrytycznej siły odśrodkowej. Ukręcona część wału wraz z pierwszym stopniem sprężania wypadła na zewnątrz silnika i w późniejszym czasie została odnaleziona na ziemi w rejonie, gdzie nastąpiła awaria silnika.
Elementy rozerwanej turbiny spowodowały całkowitą destrukcję silnika nr 2, a wyrzucone z niego siłą odśrodkową części turbiny z prędkością 160 m/s spenetrowały tylną część kadłuba i uszkodziły silnik nr 1 wywołując jego pożar i uniemożliwiając dalszą jego pracę. Części turbiny, przebijając poszycie kadłuba samolotu w rejonie bagażnika nr 4, spowodowały gwałtowne rozhermetyzowanie kabiny pasażerskiej. W rejonie kadłuba samolotu, w którym znajdował się podręczny magazynek personelu pokładowego i bagażnik nr 4, tuż przy zniszczonym silniku nr 2, powstała wyrwa w poszyciu płatowca. Fragment turbiny przeleciał na wylot i wypadł z drugiej strony kadłuba. Spowodowało to uszkodzenie sieci elektroenergetycznej, uszkodzenie układów sygnalizacyjnych – w tym także sygnalizacji pożaru oraz zaburzenie w pracy układów zasilanych przez sieć energetyczną.
Ponadto rozgrzane do temperatury 500–700 °C fragmenty tarcz i ich łopatek, a także przerwane nimi przewody elektryczne powodując zwarcia, wznieciły pożar w bagażniku nr 4.
Ze względu na uszkodzenia wywołane przez rozrzucone części zniszczonej turbiny, które zdemolowały układy sygnalizacyjne samolotu, a w szczególności sygnalizujące pożar, załoga nie była świadoma rozwijania się pożaru we wnętrzu bagażnika.
Po wystąpieniu awarii i dekompresji kabiny pasażerskiej załoga, wykorzystując – zgodnie z instrukcją eksploatacji samolotu Ił-62M – trymer (ster pomocniczy), obniżyła wysokość lotu do 4000 metrów. Dowódca statku powietrznego kapitan Pawlaczyk podjął decyzję o kontynuowaniu lotu powrotnego do Warszawy. Czas lotu do Warszawy w przybliżeniu równał się czasowi niezbędnemu do awaryjnego zrzutu paliwa, którego ilość zgromadzona w zbiornikach samolotu w momencie awarii silnika uniemożliwiała bezpieczne lądowanie, a zwłaszcza lądowanie przy braku możliwości bezpośredniego operowania sterem wysokości.
Po upływie 12 minut od momentu awarii silnika, ze względu na pogarszający się stan techniczny statku powietrznego, załoga zażądała zgody na lądowanie awaryjne na lotnisku Modlin. Zgoda została uzyskana w ciągu dwóch minut. Jednakże po ponownej analizie sytuacji, zwłaszcza z uwzględnieniem faktu, iż lotnisko Warszawa-Okęcie posiadało najlepsze zabezpieczenie przeciwpożarowe i medyczne, załoga podjęła decyzję o kontynuowaniu lotu do Warszawy.
W końcowej fazie lotu załoga utraciła możliwość efektywnego sterowania samolotem, co w konsekwencji doprowadziło do jego zderzenia z ziemią w odległości 5700 metrów od drogi startowej.
Komisja oceniła, że pomimo skrajnie skomplikowanej sytuacji, w jakiej znajdowała się załoga samolotu, jej działanie było racjonalne i nakierowane na ratowanie życia pasażerów.
Wyszkolenie załogi, jej stan psychofizyczny, jak również decyzje podejmowane przez dowódcę statku powietrznego kapitana Zygmunta Pawlaczyka w warunkach ekstremalnie trudnych były prawidłowe i nie miały związku przyczynowego z zaistniałą katastrofą.
Na wydarzenie się katastrofy nie miały również wpływu działania obsługi technicznej, działania organów ruchu lotniczego ani warunki atmosferyczne.
Obszerne informacje dotyczące badań katastrofy i szczegółowe wnioski zostały zawarte w raporcie komisji, który został udostępniony wszystkim zainteresowanym instytucjom oraz producentowi samolotu.

## Zmiany powypadkowe
Z uwagi na uwarunkowania polityczne niemożliwa była zmiana dostawcy samolotów, ale w eksploatowanych przez PLL LOT dokonano zmian technicznych i eksploatacyjnych podnoszących poziom bezpieczeństwa, które obejmowały:
- zdublowanie układu sterowania w tylnej części samolotu[11][35].
- zastosowanie bardziej czułego (w stosunku do pierwotnego) systemu wykrywania wibracji wałów silnika (szwajcarski czujnik EVW-219 firmy Vibro Meter) i lepszego zobrazowania wskazań za pomocą indywidualnych dla każdego silnika zegarów analogowych i światełek ostrzegawczych w kabinie pilotów[11][36].
- zastosowanie materiałów niepalnych w luku bagażowym[11].
- dodanie czujników dymu w luku bagażowym nr 4 (oprócz istniejących czujników pożaru), szybciej ostrzegających o ewentualnym niebezpieczeństwie. Zautomatyzowano gaszenie w razie wykrycia pożaru (za pomocą instalacji rurowej z freonem – analogicznie jak w gondolach silników)[11].
- kontrolę laboratoryjną oleju w silniku po każdym locie[36].
- dodano małe okienko w drzwiach oddzielających kabinę pasażerów od pomieszczenia technicznego w tyle samolotu, umożliwiające gaszenie w przypadku zakleszczenia drzwi[35].

Przekroczone drgania wału silnika podczas jednego z lotów Tu-154 (który używał takiego samego silnika co IŁ-62 – D30-KU) spowodowały podjęcie decyzji o wyłączeniu silnika w locie z pasażerami (rejs z Warszawy do Mediolanu – 5 października 1987 roku). Do identycznego incydentu doszło w locie z pasażerami w czasie lotu nr 15 z Warszawy do Toronto w dniu 11 marca 1990 roku, kapitan Tomasz Smolicz. Lot powrotny na Okęcie odbył się bez pasażerów, na trzech silnikach. Wspomniane procedury prawdopodobnie zapobiegły kolejnej katastrofie: zdemontowany silnik wysłano do ZSRR, gdzie stwierdzono awarię łożyska podpory wału. Było to powodem rezygnacji z użytkowania samolotów tego typu przez PLL LOT.

## Uczczenie pamięci ofiar katastrofy

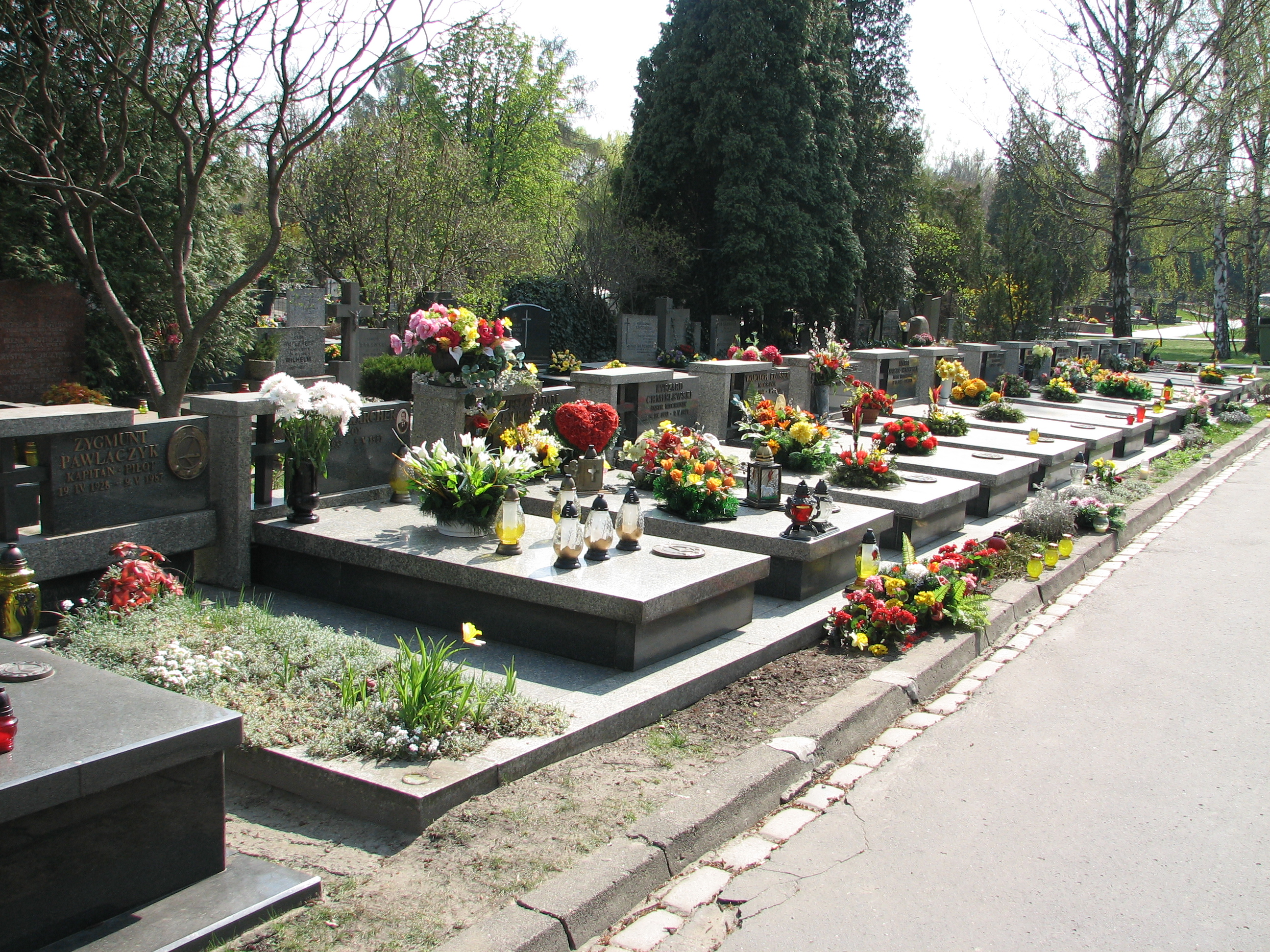
Groby załogi samolotu na cmentarzu Wojskowym na Powązkach

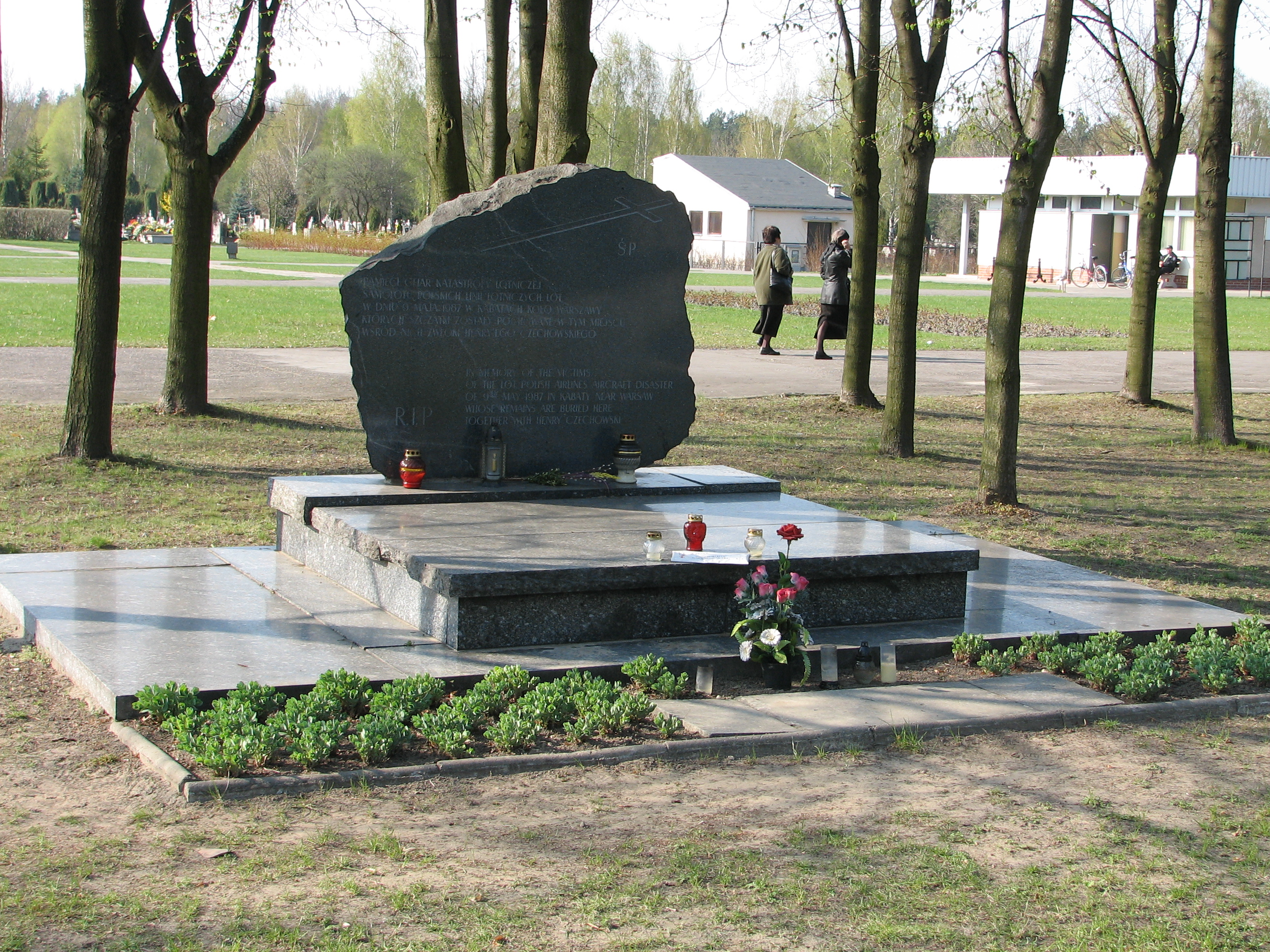
Zbiorowa mogiła ofiar katastrofy na cmentarzu Komunalnym Północnym w Warszawie

Władze polskie przekazały na ręce rodzin i bliskich ofiar katastrofy samolotu „Tadeusz Kościuszko” wyrazy szczerego i serdecznego współczucia.
W Warszawie Prezydium Rady Narodowej ogłosiło w dniach 10 i 11 maja 1987 roku żałobę w stolicy i województwie warszawskim. Wyrazy współczucia i kondolencje przysłali prezydenci i przywódcy wielu państw, a także papież Jan Paweł II.
W szóstą rocznicę zamachu na papieża Jana Pawła II w katedrze warszawskiej odprawiono mszę w intencji ofiar katastrofy.

### Pogrzeb załogi lotu nr LO 5055 i pracowników PLL LOT
Pogrzeb 15 pracowników PLL LOT odbył się w Warszawie na ówczesnym cmentarzu Komunalnym w Warszawie 23 maja 1987 roku. Uczestniczyły w nim tysiące osób. Ceremonia miała charakter pogrzebu państwowego z wojskową asystą honorową. W pogrzebie uczestniczył wiceprezes Rady Ministrów Zbigniew Szałajda, minister komunikacji Janusz Kamiński i prezydent Miasta Stołecznego Warszawy Jerzy Bolesławski.
Rada Państwa uhonorowała pośmiertnie 11-osobową załogę lotu LO 5055 odznaczeniami państwowymi:
- Krzyż Oficerski Orderu Odrodzenia Polski – Zygmunt Pawlaczyk
- Krzyż Kawalerski Orderu Odrodzenia Polski – Leszek Bogdan, Ryszard Chmielewski, Leopold Karcher, Wojciech Kłossek, Lesław Łykowski
- Złoty Krzyż Zasługi – Maria Berger-Senderska, Hanna Chęcińska, Małgorzata Ostrowska, Jolanta Potyra, Beata Płonka

W trakcie ceremonii pogrzebowej wiceprezes Rady Ministrów dokonał symbolicznego aktu dekoracji.
Członkowie załogi oraz czterej pracownicy PLL LOT (Mirosław Borowski, Dorota Jóźwik, Jan Skibniewski, Andrzej Wiechecki) zostali uhonorowani pośmiertnie Odznakami I stopnia z trzema diamentami Zasłużony Pracownik PLL LOT.
Zgodnie z wolą rodziny trumna z ciałem kapitana Zygmunta Pawlaczyka została odprowadzona do rodzinnego grobu na cmentarzu Powązkowskim. Pozostali pracownicy PLL LOT spoczęli obok siebie w kwaterze „G”, nieopodal pochowanych w 1980 roku członków załogi samolotu Ił-62 SP-LAA „Mikołaj Kopernik”, który rozbił się w katastrofie lotniczej lotu LO 007.

### Pogrzeb pasażerów lotu LO 5055
Zmarli w katastrofie pasażerowie lotu LO 5055 zostali pochowani we wspólnej mogile na cmentarzu Komunalnym Północnym w Warszawie, w kwaterze E XVIII 1.
Niektórzy ze zmarłych – ci, których zwłoki udało się zidentyfikować – zostali zgodnie z wolą rodziny pochowani w miejscach wskazanych przez rodziny, najczęściej na cmentarzach w rodzinnych miejscowościach.

### Upamiętnienie ofiar katastrofy
Katastrofę i załogę lotu LO 5055 upamiętniają dwie ulice znajdujące się na warszawskim Ursynowie. Jedna z nich – ulica Zygmunta Pawlaczyka odchodząca od ulicy Jana Rosoła – upamiętnia dowódcę załogi samolotu, a druga – Aleja Załogi Samolotu „Kościuszko” przecinająca na wskroś Las Kabacki i łącząca ulicę Jagielską z ulicą Kretonową – upamiętnia wszystkich członków załogi.
Obok miejsca katastrofy ustawiono pamiątkowy krzyż, tablicę z wyrytymi nazwiskami wszystkich ofiar katastrofy oraz głaz z tablicą upamiętniającą katastrofę. W rocznicę katastrofy przy pomniku odprawiana jest msza za zmarłych.
Obszar leśny, który został zniszczony przez spadający samolot, został po uporządkowaniu ponownie zalesiony.

## Wpływ na kulturę popularną
Powstało kilka fabularyzowanych filmów dokumentalnych o tej katastrofie:
- cykl Czarny serial, odc. Kościuszko; TVP, 2000[44];
- cykl Czarny serial, odc. Kościuszko cz. II; TVP, 2001[45];
- cykl Miejsca przeklęte, odc. Las Kabacki; TVP, 2008[46];
- cykl Historie lotnicze, odc. Lot 5055 Katastrofa w Lesie Kabackim; Discovery TVN Historia, 2008[47];
- felieton 50–55; TVN24, TVN24.pl, 2012[48]
- felieton Podzwonne dla IŁ-a 62M; Naczelna Redakcja Programów Wojskowych TVP, 1991[36]

W lutym 2013 roku ukazało się opowiadanie Aleksandra Sowy pt. Pół godziny Tadeusza Kościuszki (przekład na język angielski w roku 2016). Utwór powstał na podstawie zapisu korespondencji radiowej załogi z organami kontrolnymi w ostatnich minutach lotu.

## Podobne incydenty
20 kwietnia 2008 roku samolot Ił-62M linii lotniczych Cubana de Aviación, lot nr 201, krótko po starcie doznał awarii silnika nr 2, z podobnych powodów, z jakich doszło do awarii 9 maja 1987 roku. Udało się jednak bezpiecznie wylądować. Na pokładzie było 117 osób.